# Sebastião da Silva
Sebastião Silva (Cuiabá, 1970) é um pintor, desenhista e escultor brasileiro.

## Biografia e carreira
Quando tinha doze anos de idade, em 1981, Silva começou a frequentar o Atelier Livre da a frequentar o Atelier Livre da Universidade Federal de Mato Grosso (UFMT). Lá teve como orientadores Aline Figueiredo e Nilson Pimenta. Ele integra o grupo de artistas da terceira geração do Atelier Livre, junto a Aleixo Cortez, Júlio César, entre outros. O artista também é graduado em História pela UFMT.
Desenvolve trabalhos criados a partir de madeira, guache, tinta acrílica, carvão, cinzas e objetos variados. Seu repertório de imagens tem referências que variam entre itens da fauna, flora e cultura popular mato-grossense, além  de denúncias contra a extração ilegal de madeira e o desmatamento.
Participou de diversas exposições, entre coletivas e individuais em locais como: Museu de Arte e Cultura Popular da UFMT; Salão Jovem Arte Mato-grossense; no Museu de Arte de São Paulo; Museu de Arte de Brasília; Bienal Naïfs do Brasil no SESC Piracicaba; Brazilian Naïfs Art From The Sesc Collection, em Chicago, Estados Unidos da América.